# Pseudomystus sobrinus
Pseudomystus sobrinus är en fiskart som beskrevs av Ng och Jörg Freyhof 2005. Pseudomystus sobrinus ingår i släktet Pseudomystus och familjen Bagridae. IUCN kategoriserar arten globalt som otillräckligt studerad. Inga underarter finns listade i Catalogue of Life.